# Mille Plateaux (hãng thu âm)
Mille Plateaux là hãng thu âm của Đức được Achim Szepanski thành lập năm 1994 tại Frankfurt, với tư cách là một hãng thu âm con của Force Inc. Music Works. Các bản phát hành của họ trong lĩnh vực nhạc techno tối giản, nhạc glitch và các thể loại nhạc điện tử thử nghiệm khác có sức ảnh hưởng lâu dài.

## Lịch sử